# Privilegio de Manifestación
El privilegio de manifestación era una prerrogativa ejercida por el Justicia de Aragón para intervenir en los tribunales y oficiales reales. El proceso comenzaba cuando un acusado alegaba injusticia por oficiales reales o consideraba amenazada su integridad física y por tanto, pedía la protección del Justicia de Aragón. Esto llevaba a la investigación del caso por jueces competentes y el acusado pasaba a estar bajo la protección del Justicia.
Este privilegio permitía al acusado poder obtener inmunidad respecto al poder real al menos mientras sus alegaciones se investigaban.
Famoso es el caso de Antonio Pérez bajo Felipe II, quien pidió esta protección del Justicia y ante los intentos reales de juzgarlo mediante la Inquisición (tribunal contra el que el Justicia no tenía poder alguno) la situación derivó en una revuelta en Aragón.
- Datos: Q9062922